# Mon petit frère
Pour plus de détails, voir Fiche technique et Distribution.
Mon petit frère (en russe : Мой младший брат, Moy mladshiy brat) est un film dramatique soviétique en noir et blanc réalisé par Alexandre Zarkhi sorti en 1962. Le scénario est adapté d'après la nouvelle de Vassili Aksionov Billet pour les étoiles (1961). Le film est produit par les studios Mosfilm.

## Synopsis
Alors que le jeune prodige Viktor Denissov s'apprête à soutenir une thèse universitaire, son petit frère Dmitri, un rêveur à peine sorti de l'adolescence entame un périple à travers l'URSS qui l’amène, en compagnie de ses trois amis, Youri, Alik et Galia, en Estonie où ils affrontent la vraie vie.
Viktor est sur le point de boucler sa thèse lorsqu'il découvre les nouvelles données qui remettent en cause tout son travail de recherche. La tentation est forte de les passer sous silence, mais Viktor préfère renoncer à un doctorat ès sciences plutôt que de manquer de probité.
Dmitri quant à lui après bien des déboires s'engage dans une entreprise de pêche et devient un travailleur respecté de tous. Il ne rentrera à Moscou qu'après avoir appris la mort de son frère péri lors d'un accident technologique.
À la fin du film, les quatre jeunes héros, qui ont grandi et muri, se retrouvent devant l'immeuble moscovite où jadis habitait la famille Denissov. Les souvenirs et les rêves d'enfance refont surface, puis, tous les quatre main dans la main s'éloignent, allant vers d'autres rêves et projets.

## Fiche technique
- Titre : Mon petit frère
- Titre original : (Мой младший брат)
- Réalisation : Alexandre Zarkhi
- Scénario : Vassili Aksionov, Mikhaïl Antcharov (ru), Alexandre Zarkhi
- Photographie : Anatoli Petritski (ru)
- Direction artistique : Lev Miltchine (ru)
- Compositeur : Mikaël Tariverdiev
- Son : Viatcheslav Lechtchev (ru)
- Rédaction : Boris Kremnev
- Producteur exécutif : Lazare Milkis (ru)
- Production : Mosfilm
- Genre : drame
- Pays d'origine : URSS
- Format : noir et blanc
- Durée : 104 minutes
- Langue : russe
- Sortie : 1962

## Distribution
- Oleg Efremov : Viktor Denissov
- Alexandre Zbrouïev : Dmitri Denissov, frère cadet de Viktor
- Oleg Dahl : Alik Cramer
- Andreï Mironov : Youri Popov
- Lioudmila Martchenko : Galia Bodrova
- Ivan Savkine (ru) : Igor Bauman
- Sergueï Kourilov (ru) : Innokenti Petrov
- Mikhaïl Nazvanov : professeur Andreï Ivanovitch
- Oleg Goloubitski (ru) : Boris Goloubev, collègue de Viktor Denissov
- Yan Yanakiev (ru) : Sergueï, directeur du magasin
- Vladimir Pitsek (ru) : Saoul, membre d'équipage
- Rina Zelionaïa : tante Erma
- Zoïa Vassilkova (ru) : serveuse
- Daniïl Netrebine (ru) : conducteur de voiture
- Anna Kolomiïtseva (ru) : Zinaïda Petrovna
- Viktor Kolpakov (ru) : cantonnier
- Arvo Kruusement : Matti, docker